# バトラー後藤裕子
バトラー 後藤裕子（バトラー ごとう ゆうこ）は、日本の言語学者、第二言語習得研究者。ペンシルバニア大学教育大学院言語教育学部教授。同大学ＴＥＳＯＬプログラム・ディレクター。専門分野は、言語学、第二言語習得論、早期英語教育など。 

## 来歴
東京都出身。スタンフォード大学で教育心理学の博士号を取得後、同大学教育研究センターでポストドクターとして勤務し、言語マイノリティの学生のESL（第二言語としての英語）能力向上にメタ認知的アプローチが及ぼす効果に関する研究で、1999年に教育実践における認知研究賞を共同受賞。その後、サンノゼ州立大学でカリフォルニア州の異文化・言語・アカデミック・ディベロップメントのサーティフィケート・プログラムを指導した。
また、ペンシルバニア大学GSEのTeaching English to Speakers of Other Languages (TESOL)のディレクターであり、教育言語学部門の教授でもある。Educational Testing Service (ETS)、Center for Applied Linguistics (CAL)、英検財団（日本）にて、若年層学習者の言語評価に関する専門コンサルタントを務めている。2004年には全米教育アカデミーのスペンサー・ポストドクトラル・フェローシップを受賞し、TESOLを東アジアの視点から研究している。

## 研究
バトラーの研究は、第二言語およびバイリンガル言語の習得と学習に焦点を当てており、言語学習における認知的、メタ認知的、社会認知的要因の役割に重点を置いている。彼女の関心は、言語学習と指導におけるメタ認知の役割、学習者と教師の間での「学術言語」能力だけでなく英語能力を測定するための評価、異言語・異文化間の学習、指導スタイルと戦略などにわたる。
バトラーは現在、米国と東アジアの両方で英語学習者とその指導者を対象に、第二言語とバイリテラシーの習得について研究を行っている。またアジア各国の小学校で英語教育が導入された結果生じている様々な問題を調査・比較している。また若い学習者の第二外国語能力を評価し、指導が行われる文化的・社会的文脈を考慮して、効果的な英語学習・指導方法や戦略を特定するための最善の方法を研究している。

## 代表的著作
- 『多言語社会の言語文化教育　英語を第二言語とする子どもへのアメリカ人教師たちの 』くろしお出版、2003年4月
- 『日本の小学校英語を考える　アジアの視点からの検証と提言 』三省堂、2005年8月
- 『学習言語とは何か　教科学習に必要な言語能力 』三省堂、2011年6月
- 『Studies in language sciences <10>』（有田節子との共著）くろしお出版、2011年6月
- 『リテラシーを育てる英語教育の創造』（卯城祐司、アレン玉井光江との共著）学文社、2013年9月
- 『英語学習は早いほど良いのか 』岩波書店<岩波新書>、2015年8月
- 『デジタルで変わる子どもたち　学習・言語能力の現在と未来 』筑摩書房<ちくま新書>、2021年5月